# Lenny von Dohlen
Lenny von Dohlen, född 28 december 1958 i Augusta, Georgia, död 5 juli 2022 i Los Angeles, var en amerikansk skådespelare, verksam inom film, tv och teater.
Von Dohlen gästspelade i ett flertal tv-serier under sin karriär. Han är kanske mest igenkänd för sin roll som Harold Smith i Twin Peaks. Von Dohlen spelade åter rollen i filmen Twin Peaks: Fire Walk with Me från 1992. Vad gäller film var dock hans första större roll kanske också hans mest ihågkomna; han spelade huvudrollen i den romantiska komedin Electric Dreams från 1983, en film som beskrivits som en kultklassiker.

## Filmografi i urval
- På nåd och onåd (1983)
- Electric Dreams (1983)
- Billy Galvin (1986)
- Twin Peaks: Fire Walk with Me (1992)
- Ensam hemma igen (1997)
- Teeth (2007)